# Okręg wyborczy Kildare
Okręg wyborczy Kildare powstał w 1801 r. i wysyłał do brytyjskiej Izby Gmin dwóch deputowanych. Okręg obejmował irlandzkie hrabstwo Kildare. Został zlikwidowany w 1885 r.

## Deputowani do brytyjskiej Izby Gmin z okręgu Kildare
- 1801–1802: Maurice Keatinge
- 1801–1802: John Latouche
- 1802–1807: lord Robert FitzGerald
- 1802–1830: Robert Latouche
- 1807–1814: lord Henry FitzGerald
- 1814–1831: lord William FitzGerald
- 1830–1847: Richard More O’Ferrall
- 1831–1832: Josiah William Hort
- 1832–1837: Edward Ruthven
- 1837–1847: Robert Archbold
- 1847–1852: Charles FitzGerald, markiz Kildare
- 1847–1852: Richard Bourke, lord Naas, Partia Konserwatywna
- 1852–1880: William Henry Ford Cogan
- 1852–1859: David O’Connor Henchy
- 1859–1865: Richard More O’Ferrall
- 1865–1874: Otho FitzGerald, Partia Liberalna
- 1874–1885: Charles Henry Meldon
- 1880–1885: James Leahy